# Alexander Fjodorowitsch Budnikow
Alexander Fjodorowitsch Budnikow (russisch Александр Фёдорович Будников; * 10. Mai 1956) ist ein ehemaliger sowjetischer Segler.

## Erfolge
Alexander Budnikow, der bei VS Moskau segelte, war bei den Olympischen Spielen 1980 in Moskau in der Bootsklasse Soling neben Nikolai Poljakow Crewmitglied des sowjetischen Bootes, dessen Skipper sein Bruder Boris Budnikow war. In sieben Wettfahrten gelangen ihnen drei zweite und zwei dritte Plätze, womit sie mit 30,4 Punkten die in Tallinn stattfindende Regatta hinter dem von Poul Høj Jensen angeführten dänischen Boot mit 23 Punkten und knapp vor dem griechischen Boot um Anastasios Boundouris mit 31,1 Punkten auf dem zweiten Platz beendeten und die Silbermedaille gewannen. Im selben Jahr wurden Poljakow und die Budnikow-Brüder zusammen Europameister im Soling sowie 1982 Vizeeuropameister.